# Pantserwagen

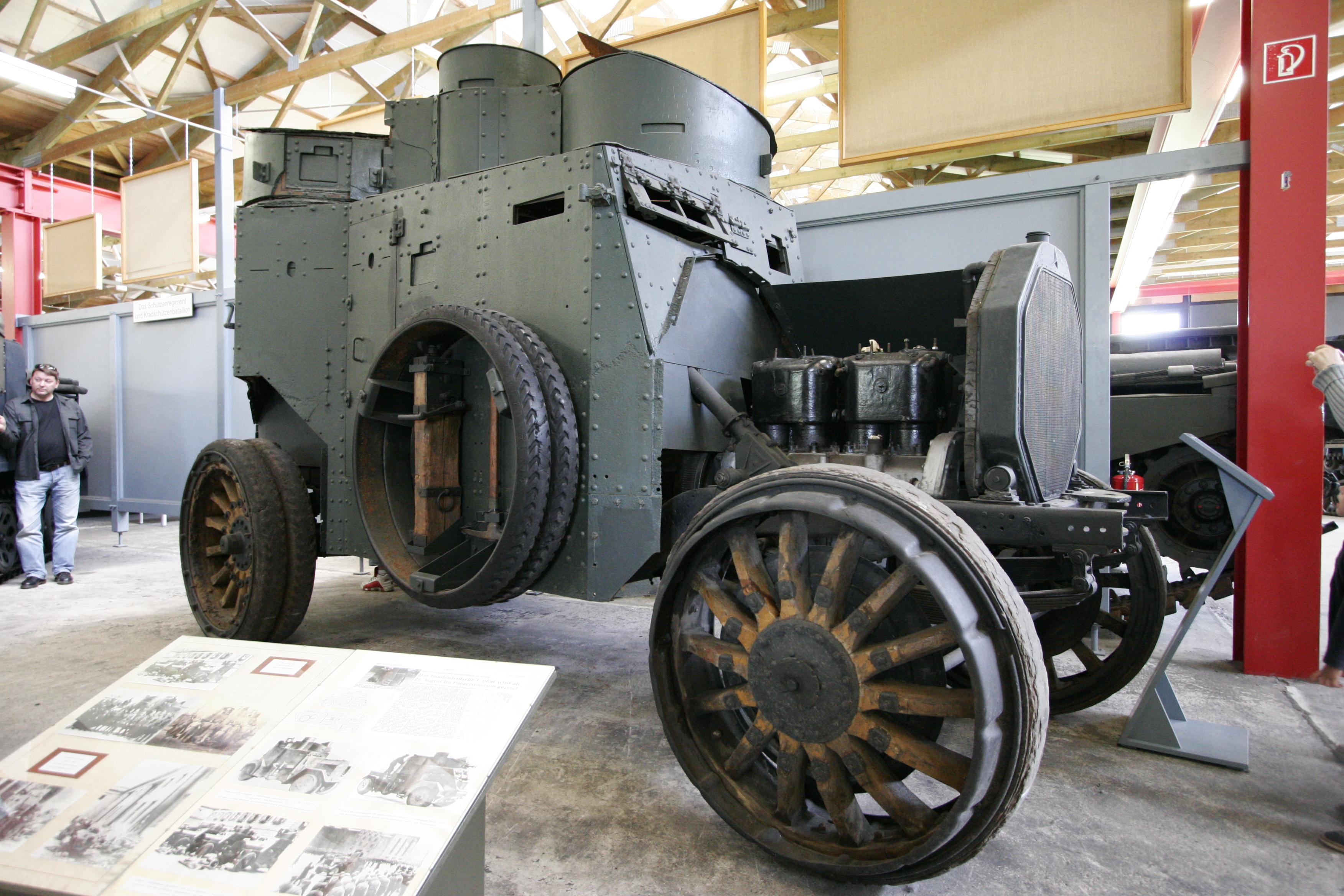
Daimler DZVR21, een van de eerste pantserwagens

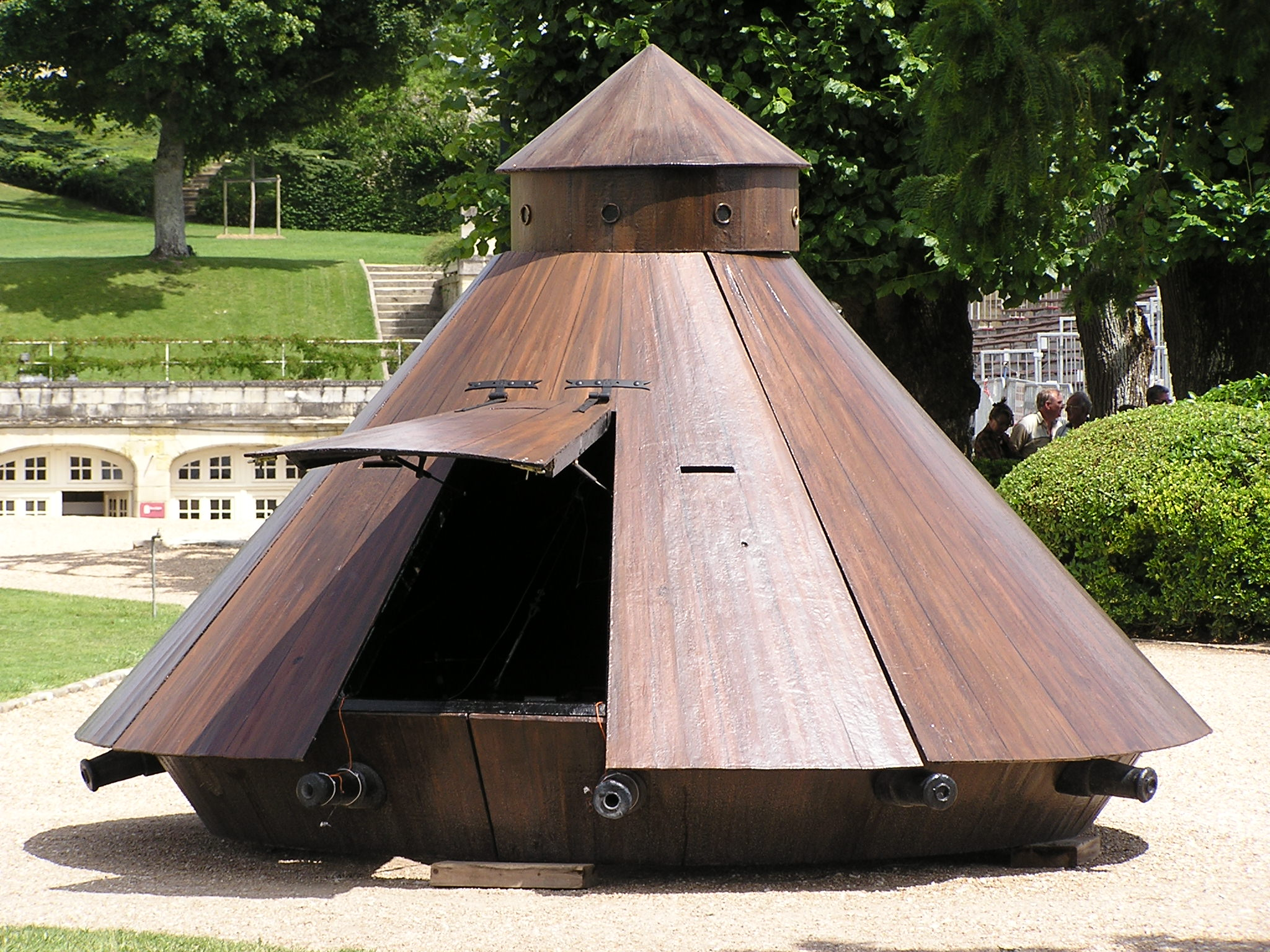
Model van Da Vinci's ontwerp

Een pantserwagen is een gepantserd militair wielvoertuig, zonder rupsbanden. De overeenkomstige term in het Engels is: armoured car, in het Duits: Strassenpanzer, in het Frans: automitrailleuse, in het Italiaans: autoblindo. De militaire pantserwagen dient onderscheiden te worden van de civiele pantserauto (Engels: armoured car, Duits: Panzerwagen, Frans: voiture blindée, Italiaans: autoblinda).

## Ontstaansgeschiedenis
De verre voorlopers van de pantserwagen waren de strijdwagens en zeiswagens uit de Oudheid. Op het eind van de middeleeuwen kwamen kanonwagentreinen in gebruik, zoals ingezet door de Hussieten in 1419. In 1335 opperde de Italiaanse arts Guido da Vigevano de bouw van een door molenwieken aangedreven strijdwagen. In 1482 tekende Leonardo da Vinci een door mankracht aangedreven ronde pantserwagen voorzien van vuurwapens. Hierom wordt Da Vinci vaak de uitvinder van de tank genoemd — maar zijn ontwerp had geen rupsbanden. De meeste van deze voertuigen hadden het nadeel dat ze door spierkracht voortbewogen moesten worden, wat grote beperkingen stelde aan gewicht en snelheid. Windkracht was geen serieus alternatief.
In 1769 vond Nicolas-Joseph Cugnot de stoomwagen uit. Op 20 maart 1838 stelde de Engelsman John George de bouw voor van een stoomzeiswagen. Het Britse parlement verwierp het plan. In 1855 suggereerde James Cowan dat een Boydell stoomtractor gepantserd zou worden voor inzet in de Krimoorlog. Lord Palmerston verwierp dit echter omdat het te onbeschaafd zou zijn - ook Cowan had voorgesteld de hoofdbewapening uit zeisen te laten bestaan. De Italiaan Balbi had wat later soortgelijke plannen, maar wist die niet aan de Italiaanse of Franse regering te slijten tot de belegering van Parijs in 1870, toen Georges Clemenceau de bouw van drie zulke voertuigen beval — de stad moest echter capituleren voordat ze gebouwd konden worden.
Stoomvoertuigen waren erg zwaar en inefficiënt. De uitvinding van de benzinemotor zou de weg vrijmaken voor bruikbare pantserwagens. In 1898 bevestigde de Britse ingenieur Simms een Maxim machinegeweer met pantserschild op een eenmans gemotoriseerde De Dion-Bouton vierwieler. Hij gaf dit voertuig de naam Motor Scout. In 1902 bouwde hij de eerste echte pantserwagen: de Motor War Car, die nog van boven open was en een futuristisch bootvormig pantser bezat.

## Ontwikkeling

### Voor de Eerste Wereldoorlog

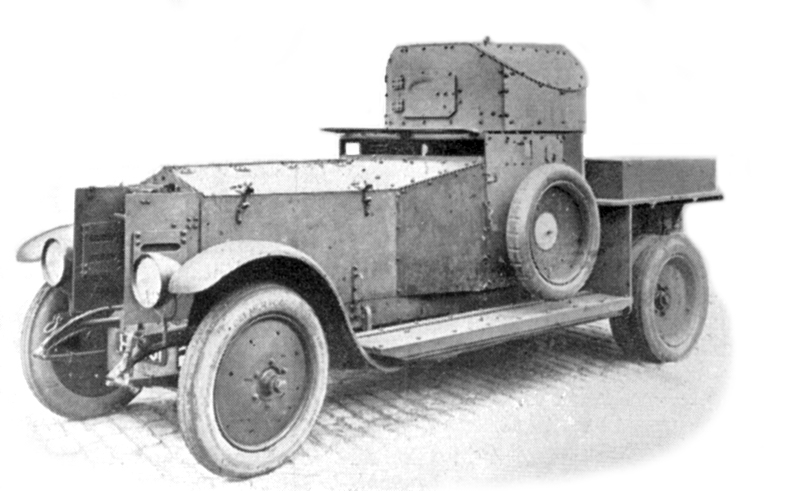
Rolls-Royce Armoured Car uit de Eerste Wereldoorlog

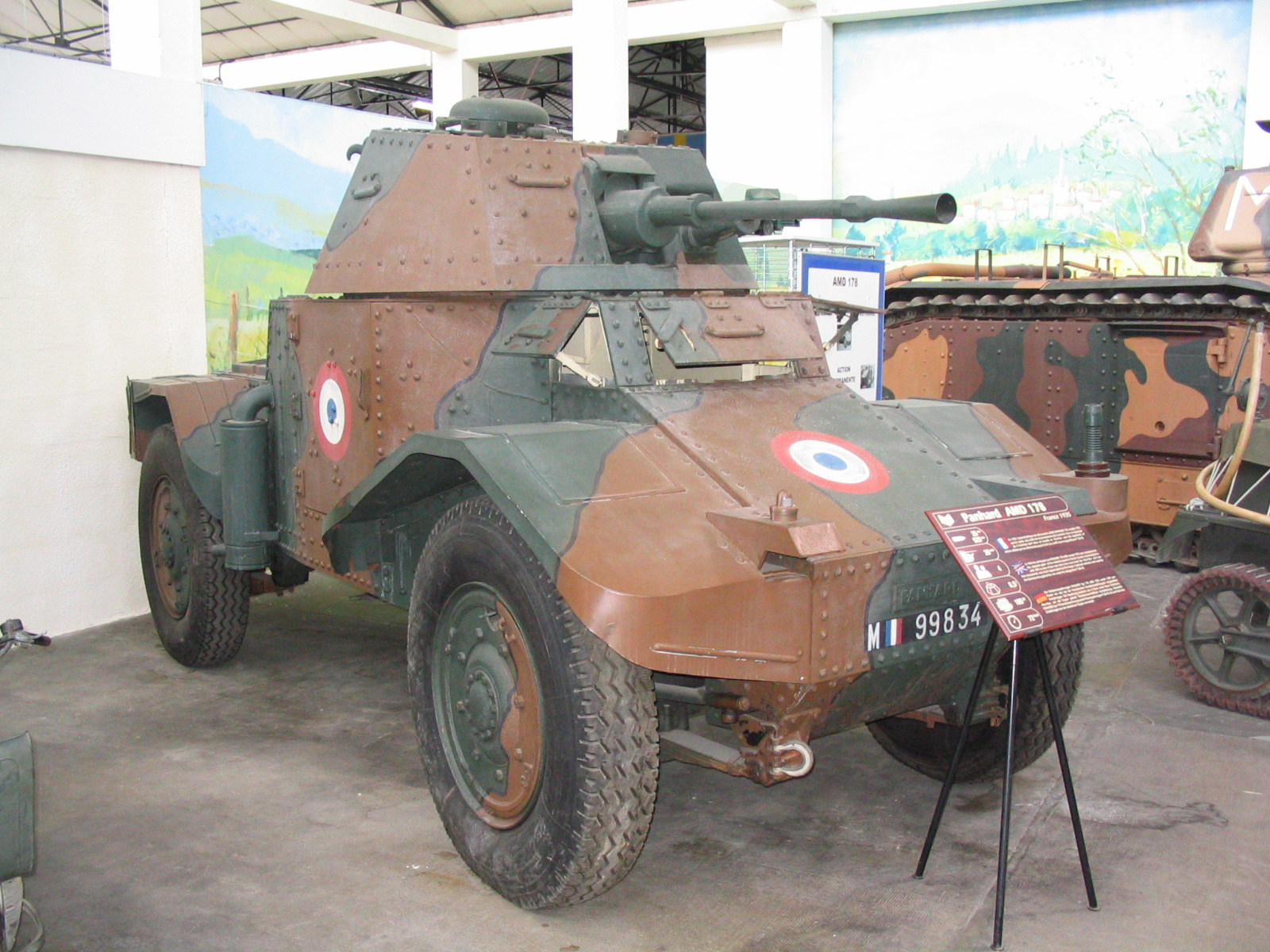
Panhard 178 uit de Tweede Wereldoorlog

Al voor de Eerste Wereldoorlog gingen de belangrijkste mogendheden langzamerhand over op de aanschaf van pantserwagens. Normale legervrachtwagens veranderden haast vanzelf in pantserwagens doordat de troepen bij concrete dreiging hun voertuigen spontaan van stukken pantser gingen voorzien. De eerste Franse pantserwagen was de Automitrailleuse Charron, Girardot et Voigt uit 1902; Oostenrijk bouwde in 1904 de Daimler Panzerwagen; Duitsland in 1906 de Panzerkraftwagen Ehrhardt (de eerste pantserwagen met kanon); Italië in 1911 de Automitragliatrice Isotta-Fraschini. Dit werd de eerste als zodanig gebouwde pantserwagen die aan een oorlog deelnam toen Italië in 1912 de Turkse provincie Tripolitanië (het latere Libië) veroverde.

### Eerste Wereldoorlog
Toen de Eerste Wereldoorlog nog een bewegingsoorlog was, bleken pantserwagens eerst zeer nuttig te zijn. België zette toen de ietwat geïmproviseerde Automitrailleuse Minerva in. Later werd het een stellingenoorlog waar pantserwagens een slechts zeer geringe waarde hadden. Hoewel er veel types ontwikkeld werden, kwam het niet tot een echte massaproductie. Belangrijkste gebruiker was Rusland, dat in 1915 ook het prototype bouwde van de allergrootste pantserwagen uit de geschiedenis: de kolossale Tsaartank.
Het Belgische leger stuurde ondertussen haar pantserwagenkorps naar Rusland (heruitgerust met Peugeots en Mors) waar zij nauw samenwerkten met cavalerieregimenten en geregeld op de dagorder van het Russisch leger vermeld werden. Dit expeditiekorps bestond uit verschillende eenheden pantserwagens (uitgerust met mitrailleurs en/of lichte kanonnen), een eenheid wielrijders en de nodige logistieke vrachtwagens en motorfietsen.

### Interbellum
Na de oorlog werd op alle defensiebudgetten fors bezuinigd. Tanks waren meestal te duur en veel landen produceerden of kochten de veel goedkopere pantserwagens, zij het in kleine aantallen en vaak met een licht kanon om het gebrek aan echte tanks te compenseren.
In de jaren dertig begon Stalin een wapenwedloop. Daarbij verwaarloosde de Sovjet-Unie de bouw van pantserwagens echter wegens de erbarmelijke staat van het wegennet. Ook het Verenigd Koninkrijk, dat het zich kon veroorloven relatief veel geld te spenderen aan haar kleine beroepsleger, richtte zich sterk op tanks. Frankrijk gebruikte al meer pantserwagens en wel als verkenningsvoertuig. De belangrijkste producent was echter Duitsland dat met geringe financiële middelen een grote pantserstrijdmacht wenste op te bouwen.

### Tweede Wereldoorlog
In het begin van de Tweede Wereldoorlog leverden de Duitse pantserwagens een belangrijke bijdrage aan het succes van de Blitzkrieg. Tijdens de oorlog deed zich echter een wedloop tussen pantsering en vuurkracht voor. Aangezien pantserwagens niet te zwaar mogen worden omdat anders hun bodemdruk te veel toeneemt, konden ze die wedloop niet bijhouden en hun relatieve belang ten opzichte van tanks nam sterk af.

### Na de Tweede Wereldoorlog

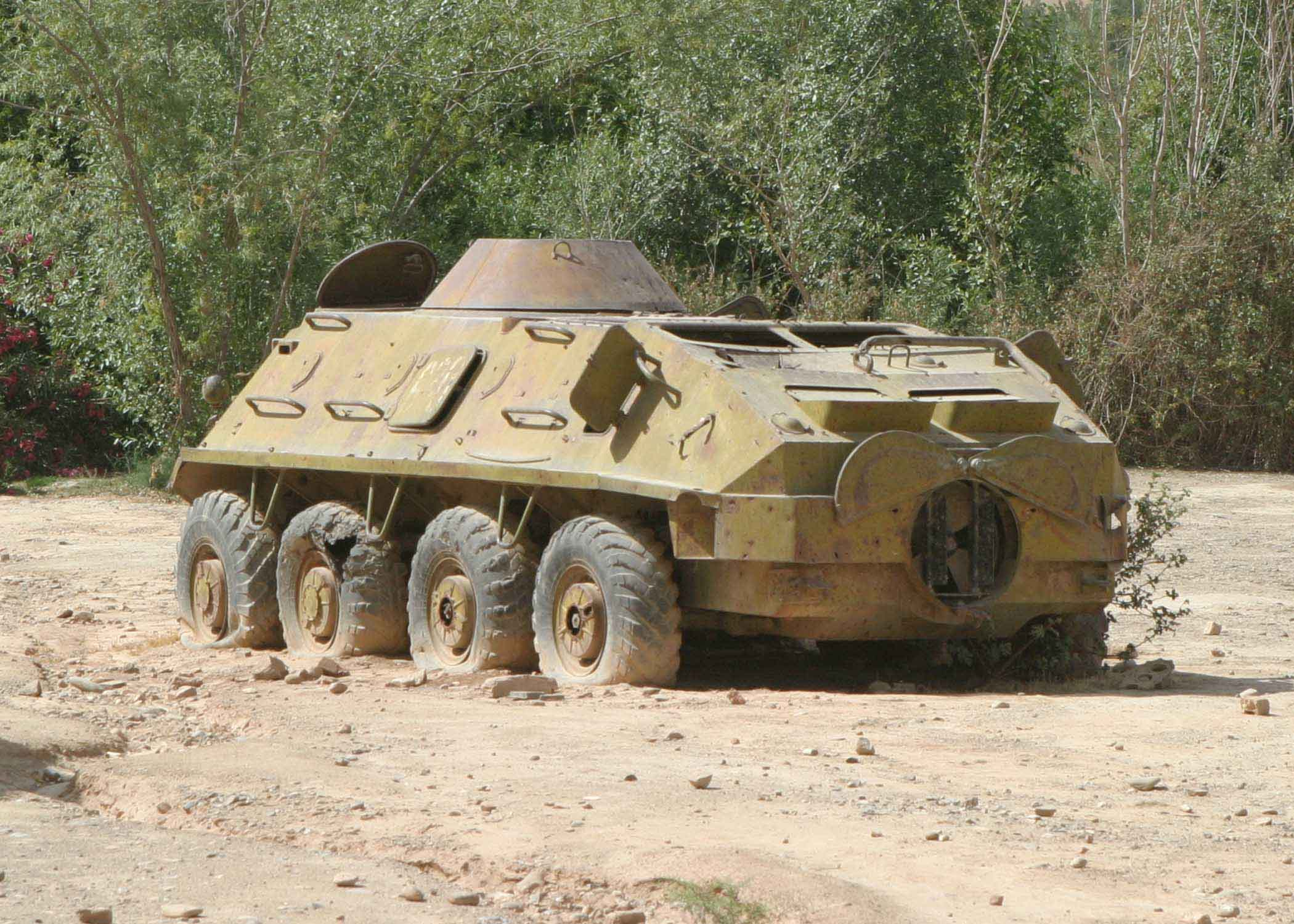
BTR-60 in Afghanistan

Na deze oorlog werden de moderne legers vrijwel geheel gemechaniseerd, dat wil zeggen: van rupsvoertuigen voorzien. Het belang van pantserwagens bleef dus klein, met uitzondering van het gebruik als APC (Armoured personnel carrier), zoals bij de Sovjet BTR-60 en de Nederlandse DAF YP-408. Het Verenigd Koninkrijk en Frankrijk bouwden echter wel een groot aantal typen voor politiedienst en verkoop aan de Derde Wereld.

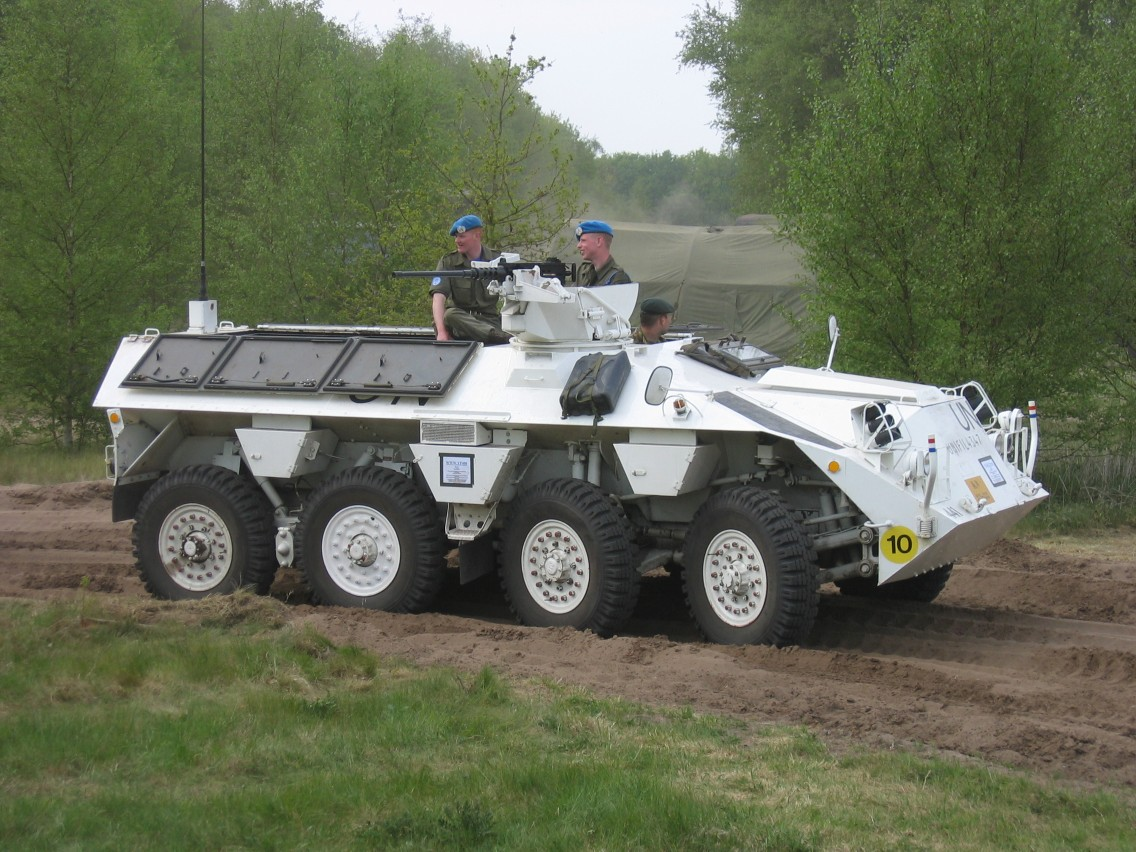
DAF YP408

Begin jaren tachtig werden pantserwagens voorgesteld als een alternatief voor middelzware tanks. Daarbij werd er op gewezen dat Europa een goed wegennet bezat en dat 96% van het terrein voor moderne wielvoertuigen begaanbaar was; dat pantserwagens vergeleken met tanks maar een derde kosten in aanschaf en onderhoud; dat hun strategische mobiliteit veel groter was vanwege hun eveneens grotere betrouwbaarheid. Hoewel een aantal projecten werd begonnen, kwam het niet tot een massaproductie van een nieuwe generatie van zware pantserwagens. Het hoofdprobleem was dat zware pantserwagens heel grote wielen nodig hebben om niet in de bodem weg te zakken en daardoor wordt hun silhouet te hoog. Daarbij is het veel moeilijker ze in te graven. Wel werd er door Italië (de Centauro) en Zuid-Afrika (de Rooikat) een licht gepantserde maar zwaarbewapende pantserwagen in dienst genomen. Beide landen hadden een snelle interventiemacht nodig: Italië voor inzet op de Balkan en in Zuid-Italië; Zuid-Afrika voor interventies in Angola en Namibië.
Tegenwoordig ondergaat de pantserwagen een ware wedergeboorte. De westerse landen willen hun strijdmachten ombouwen tot een soort veredelde politiediensten die overal ter wereld de internationale rechtsorde kunnen handhaven. Zware gemechaniseerde eenheden met tanks zouden daarvoor te traag en te duur zijn. Grote aantallen pantserwagens worden ter vervanging aangeschaft, zoals de Amerikaanse Stryker.

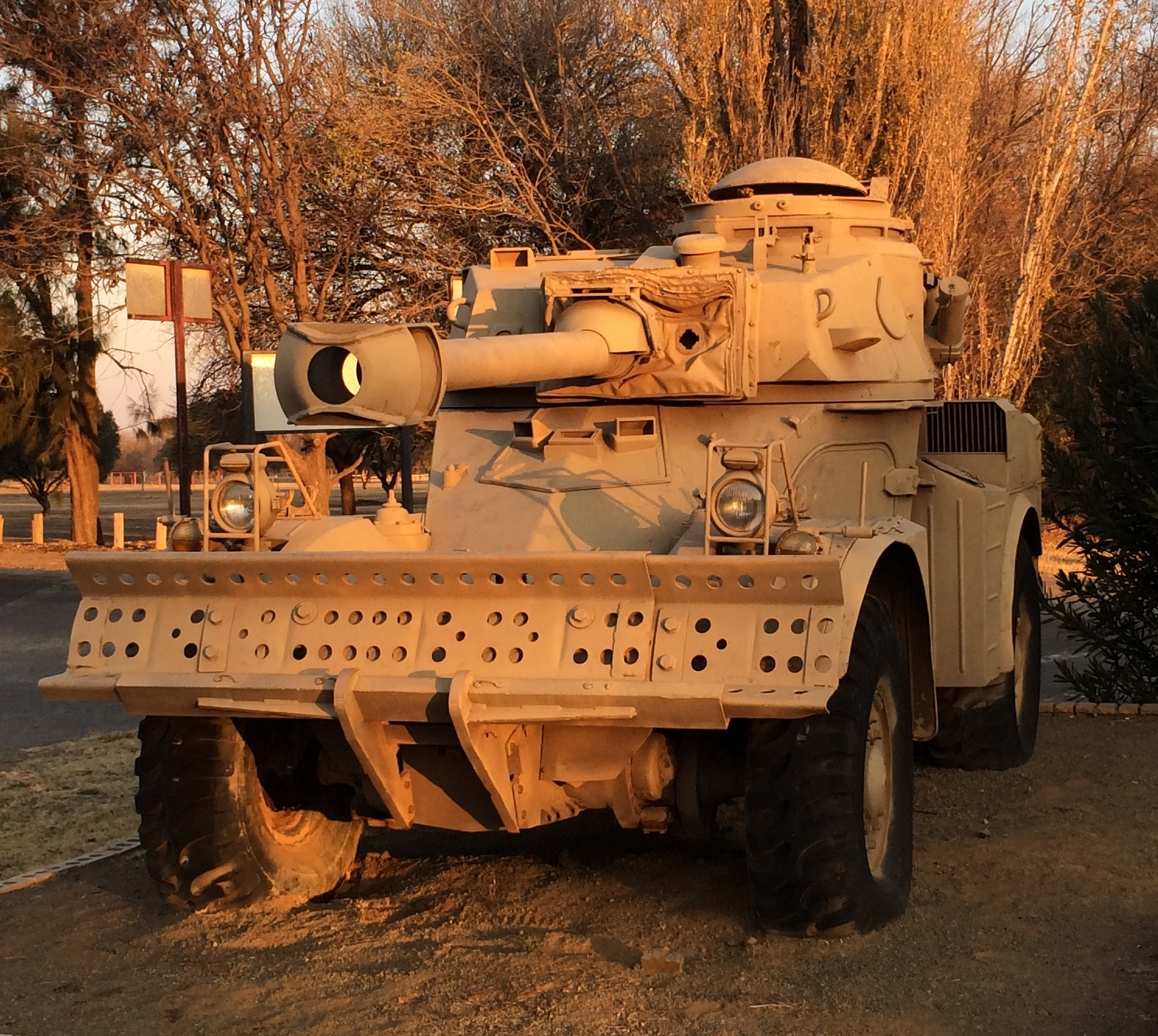
Eland 90 in Zuid-Afrika.

Nog nooit is zoveel defensiegeld uitgegeven om de tactische gevechtskracht te verlagen ten gunste van de strategische mobiliteit. Voor het uitvoeren van pure politietaken zijn pantserwagens veel geschikter dan rupsvoertuigen. Ze zijn echter door serieus gewapend verzet zeer eenvoudig uit te schakelen, net als de meeste andere lichte pantservoertuigen.
Bij inzet in Irak en Afghanistan is de kwetsbaarheid voor IEDs voor veel gepantserde en ongepantserde voertuigen een probleem. Om deze reden is door verschillende landen de Bushmaster aangeschaft, die hier minder gevoelig voor is.

## Lijst van pantserwagens
- Engeland
  - Humber Scout Car
- Rusland
  - Tsaartank
  - BA-64
- Nederland
  - DAF YP-104
  - DAF YP-408
  - Daf M39
  - Patria XA-188 GVV
- Duitsland
  - Sd.Kfz. 222
  - Sd.Kfz. 223
- Italië
  - Autoblinda AB41
- Australië
  - Bushmaster

## Trivia
- Pantserwagen is de bijnaam van wielrenner Tony Martin.